# Dušan Galis
Pour les articles homonymes, voir Galis.
Dušan Galis est né le 24 novembre 1949 et est un ancien joueur et entraineur de football. Il fait partie de l'équipe tchécoslovaque ayant remporté l'Euro 1976. Il a joué 226 matchs et inscrit 89 buts (environ 0,39 but par match) en ligue tchécoslovaque.

## Maigres débuts
Galis intègre l'effectif du MFK Dolný Kubín et joue pendant deux saisons dans ce petit club. Il quitte l'équipe pour le Strojárne Martin où il n'y reste là aussi que deux années mais permet à cette équipe de troisième division de monter. Il commence sa carrière professionnelle au VSS Košice en 1972.

## Carrière professionnelle
Sa première saison se passe bien car le club finit 3e mais le club connait une baisse de régime en terminant en 9e position en 1973-1974, 8e en 1974-1975 et 11e en 1975-1976. Il remporte le titre de meilleur buteur du championnat en 1976 en inscrivant un total de 21 buts (46 % des buts de son équipe). Cette saison est celle aussi de sa première sélection et aussi de son premier but contre l'Angleterre en qualification de l'Euro 1976. Il remporte justement cette coupe mais ne participe pas à la demi ni à la finale.
La saison 1976-1977 est cauchemardesque, le club est relégué en seconde division et Galis accepte une offre du ŠK Slovan Bratislava. Le Slovan finit 8e et Galis dispute son dernier match en équipe nationale. Il ne remporte aucun titre et part pour l'Espagne en 1981 mais revient vite au ZVL Žilina. Il va faire une saison en Belgique avant de revenir en Tchécoslovaquie pour terminer sa carrière.

## Carrière d'entraîneur
Galis prend en main l'équipe du ŠK Slovan Bratislava en 1990 et permet au club d'enchainer trois titres de champion (1993-1994, 1994-1995, 1995-1996) et remporte à deux reprises la Coupe de Slovaquie en 1994 et en 1997.
En 1999, il va entrainer l'Omonia, club chypriote. Il prend ses fonctions en été 1999 mais décide de démissionner en octobre 1999 à cause de mauvaises performances.
Il revient de 2000 à 2002 en Slovaquie. Le 23 novembre 2003, il devient entraineur de la Slovaquie et ne parvient pas à qualifier son équipe pour la Coupe du monde 2006. Il démissionne le 12 octobre 2006 pour selon lui, davantage se consacrer à sa carrière politique.

## Politique
Galis est membre depuis 2006 du Conseil national de la République slovaque et est commissaire du gouvernement pour la jeunesse et les sports en Région de Bratislava.

## Palmarès
- Champion d'Europe 1976
- Championnat de Slovaquie de football : 1993-1994 ; 1994-1995 ; 1995-1996
- Coupe de Slovaquie de football : 1993-1994 ; 1996-1997